# ドリコリルホスファターゼ
ドリコリルホスファターゼ(Dolichyl-phosphatase、EC 3.1.3.51)は、以下の化学反応を触媒する酵素である。
ドリコリルリン酸 + 水{\displaystyle \rightleftharpoons }ドリコール + リン酸
従って、この酵素の基質はドリコリルリン酸と水の2つ、生成物はドリコールとリン酸の2つである。
この酵素は加水分解酵素に分類され、特にリン酸モノエステル結合に作用する。系統名は、ドリコリルリン酸 ホスホヒドロラーゼ(dolichyl-phosphate phosphohydrolase)である。この酵素は、n-グリカンの生合成に関与している。